# Campeonato Juvenil Africano de 2013
El Campeonato Juvenil Africano de 2013 fue la 18 ª edición. El concurso se llevó a cabo en Argelia del 16 de marzo al 30. Los semifinalistas participarán en la Copa Mundial de Fútbol Sub-20 de 2013 a realizarse en Turquía, entregando cuatro cupos para el Mundial.

## Equipos participantes
| Equipos participantes | Equipos participantes | Equipos participantes | Equipos participantes           | Equipos participantes |
| --------------------- | --------------------- | --------------------- | ------------------------------- | --------------------- |
| Argelia               | Egipto                | Ghana                 | República Democrática del Congo |                       |
| Malí                  | Nigeria               | Gabón                 | Benín                           |                       |

## Sedes
| Orán                 | Aïn Témouchent      |
| -------------------- | ------------------- |
| Estadio Ahmed Zabana | Estadio Omar Oucief |
| Capacidad: 40.000    | Capacidad: 12.000   |

## Resultados

### Primera fase

#### Grupo A
| Equipo  | Pts | PJ | PG | PE | PP | GF | GC | Dif |
| ------- | --- | -- | -- | -- | -- | -- | -- | --- |
| Egipto  | 9   | 3  | 3  | 0  | 0  | 4  | 1  | 3   |
| Ghana   | 6   | 3  | 2  | 0  | 1  | 4  | 2  | 2   |
| Argelia | 1   | 3  | 0  | 1  | 2  | 0  | 2  | -2  |
| Benín   | 1   | 3  | 0  | 1  | 2  | 0  | 3  | -3  |

| 16 de marzo de 2013 | Argelia | 0:0     | Benín | Estadio Omar Oucief, Aïn Témouchent     |                                         |
|                     |         | Reporte |       | Árbitro(s): Bernard Camille, Seychelles | Árbitro(s): Bernard Camille, Seychelles |

| 16 de marzo de 2013 | Ghana        | 1:2 (0:0) | Egipto                | Estadio Omar Oucief, Aïn Témouchent     |                                         |
|                     | Assifuah 76' | Reporte   | Hamad 67' · Gomaa 87' | Árbitro(s): Thierry Nkurunziza, Burundi | Árbitro(s): Thierry Nkurunziza, Burundi |

| 19 de marzo de 2013 | Ghana        | 1:0 (0:0) | Benín | Estadio Omar Oucief, Aïn Témouchent        |                                            |
|                     | Assifuah 56' | Reporte   |       | Árbitro(s): Denis Dembele, Costa de Marfil | Árbitro(s): Denis Dembele, Costa de Marfil |

| 19 de marzo de 2013 | Argelia | 0:1 (0:1) | Egipto    | Estadio Omar Oucief, Aïn Témouchent    |                                        |
|                     |         | Reporte   | Rabia 43' | Árbitro(s): Reinhold Shikongo, Namibia | Árbitro(s): Reinhold Shikongo, Namibia |

| 22 de marzo de 2013 | Argelia | 0:2 (0:2) | Ghana                    | Estadio Omar Oucief, Aïn Témouchent         |                                             |
|                     |         |           | Salifu 5' · Assifuah 29' | Árbitro(s): Bamlack Tessema Weyesa, Etiopía | Árbitro(s): Bamlack Tessema Weyesa, Etiopía |

| 22 de marzo de 2013 | Benín | 0:1 (0:1) | Egipto                 | Estadio Ahmed Zabana, Orán          |                                     |
|                     |       |           | Abdelmonem Kahraba 22' | Árbitro(s): Juste Zio, Burkina Faso | Árbitro(s): Juste Zio, Burkina Faso |

#### Grupo B
| Equipo   | Pts | PJ | PG | PE | PP | GF | GC | Dif |
| -------- | --- | -- | -- | -- | -- | -- | -- | --- |
| Malí     | 6   | 3  | 2  | 0  | 1  | 3  | 3  | 0   |
| Nigeria  | 6   | 3  | 2  | 0  | 1  | 4  | 2  | 2   |
| Gabón    | 4   | 3  | 1  | 1  | 1  | 2  | 1  | -1  |
| RD Congo | 1   | 3  | 0  | 1  | 2  | 2  | 5  | -3  |

| 17 de marzo de 2013 | Nigeria | 0:1 (0:1) | Malí      | Estadio Ahmed Zabana, Orán                  |                                             |
|                     |         | Reporte   | Niane 12' | Árbitro(s): Bamlack Tessema Weyesa, Etiopía | Árbitro(s): Bamlack Tessema Weyesa, Etiopía |

| 17 de marzo de 2013 | República Democrática del Congo | 0:0     | Gabón | Estadio Ahmed Zabana, Orán             |                                        |
|                     |                                 | Reporte |       | Árbitro(s): Mehdi Abid-Charef, Argelia | Árbitro(s): Mehdi Abid-Charef, Argelia |

| 20 de marzo de 2013 | Malí                   | 2:1 (0:0) | República Democrática del Congo | Estadio Ahmed Zabana, Orán              |                                         |
|                     | Diallo 51' · Niane 60' | Reporte   | Eddy 55'                        | Árbitro(s): Thierry Nkurunziza, Burundi | Árbitro(s): Thierry Nkurunziza, Burundi |

| 20 de marzo de 2013 | Gabón | 0:1 (0:1) | Nigeria           | Estadio Ahmed Zabana, Orán          |                                     |
|                     |       | Reporte   | Ajagun 21' (pen.) | Árbitro(s): Youssef Essrayri, Túnez | Árbitro(s): Youssef Essrayri, Túnez |

| 23 de marzo de 2013 | Nigeria                           | 3:1 (2:0) | República Democrática del Congo | Estadio Ahmed Zabana, Orán         |                                    |
|                     | Ajagun 34' (pen.) · Umar 39', 48' |           | Pembele 73'                     | Árbitro(s): Hudu Munyemana, Ruanda | Árbitro(s): Hudu Munyemana, Ruanda |

| 23 de marzo de 2013 | Malí | 0:2 | Gabón                        | Estadio Omar Oucief, Aïn Témouchent   |                                       |
|                     |      |     | Engongah 20' · Mayoungou 41' | Árbitro(s): Maguette N'Diaye, Senegal | Árbitro(s): Maguette N'Diaye, Senegal |

## Segunda Fase

### Segunda fase
|  | Semifinales  | Semifinales |       |             | Final        | Final |  |
|  |              |             |       |             |              |       |  |
|  |              |             |       |             |              |       |  |
|  | 26 de marzo  |             |       |             |              |       |  |
|  | Egipto       | 2           |       |             |              |       |  |
|  | Nigeria      | 0           |       |             |              |       |  |
|  |              |             |       |             |              |       |  |
|  |              |             |       |             | 30 de marzo  |       |  |
|  |              |             |       |             | Egipto       | 1 (5) |  |
|  |              | Ghana       | 1 (4) |             |              |       |  |
|  |              |             |       |             |              |       |  |
|  |              |             |       |             |              |       |  |
|  |              |             |       |             | Tercer lugar |       |  |
|  | 26 de marzo  | 26 de marzo |       | 29 de marzo | 29 de marzo  |       |  |
|  | Malí         | 0 (2)       |       | Nigeria     | 2            |       |  |
|  | Ghana (pen.) | 0 (4)       |       |             | Malí         | 1     |  |

### Semifinales
| 26 de marzo de 2013 | Egipto                        | 2:0 (0:0) | Nigeria | Estadio Ahmed Zabana, Orán              |                                         |
|                     | Mahmoud Abdul Moneim 46', 81' |           |         | Árbitro(s): Bernard Camille, Seychelles | Árbitro(s): Bernard Camille, Seychelles |

| 26 de marzo de 2013 | Malí | 0:0 (t. s.)(2:4 p.) | Ghana | Estadio Omar Oucief, Aïn Témouchent    |  |
|                     |      |                     |       | Árbitro(s): Reinhold Shikongo, Namibia |  |

### Tercer Lugar
| 29 de marzo de 2013 | Nigeria             | 2:1 (0:0) | Malí              | Estadio Ahmed Zabana, Orán          |                                     |
|                     | Aminu Umar 72', 82' |           | Tiécoro Keita 87' | Árbitro(s): Youssef Essrayri, Túnez | Árbitro(s): Youssef Essrayri, Túnez |

### Final
| 30 de marzo de 2013 | Egipto                                              | 1:1 (1:1) (t. s.)(4:5 p.)  | Ghana                                            | Estadio Ahmed Zabana, Orán             |                                        |
|                     | Gomaa 4' (pen.)                                     |                            | Ofori 7' (pen.)                                  | Árbitro(s): Mehdi Abid-Charef, Argelia | Árbitro(s): Mehdi Abid-Charef, Argelia |
|                     |                                                     | Tiros desde el punto penal |                                                  |                                        |                                        |
|                     | Nketiah · Akorful · Atamah · Lartey · Ofori · Anaba |                            | Rabia · Gomaa · Samir · Refeat · Kahraba · Ghali |                                        |                                        |

## Campeón
|           |
| Campeón   |
| Egipto    |
| 4° Título |

## Clasificados alMundial Sub-20
| Egipto | Ghana | Nigeria | Malí |
| ------ | ----- | ------- | ---- |

## Goleadores
| Jugador    | Selección | Goles |
| ---------- | --------- | ----- |
| Aminu Umar | Nigeria   | 4     |
| Assifuah   | Ghana     | 3     |